# Alberto Torres
Alberto Sebastian Torres de la Mota (ur. 20 lutego 1934 w Concepción de La Vega, zm. 17 kwietnia 1999 w Santo Domingo) – dominikański lekkoatleta. Uczestniczył w Letnich Igrzyskach Olimpijskich 1964 i 1968.
Letnie Igrzyska Olimpijskie 1964 były pierwszymi, w których udział wzięła reprezentacja Dominikany. Alberto Torres był jedynym sportowcem z tego kraju, który uczestniczył w igrzyskach. Brał udział w biegu na 100 m. W biegu eliminacyjnym zajął 6. miejsce z czasem 10,93 s i odpadł z dalszej rywalizacji.
Igrzyska 1968 w Meksyku były jego drugim startem olimpijskim. Tym razem uczestniczył w trzech konkurencjach lekkoatletycznych. W biegu na 100 metrów odpadł w eliminacjach z czasem 10,7 s. W biegu na 200 m odpadł w eliminacjach uzyskując czas 21,99 s. W sztafecie 4 × 100 m wraz z Luisem Soriano, Rafaelem Domínguezem i Porfirio Verasem również nie udało się mu się przebrnąć eliminacji.